# Tricarinodynerus abreptus
Tricarinodynerus abreptus är en stekelart som först beskrevs av Giordani Soika 1934.  Tricarinodynerus abreptus ingår i släktet Tricarinodynerus och familjen Eumenidae. Inga underarter finns listade i Catalogue of Life.